# Oxfam France
Pour les articles homonymes, voir Oxfam.
Oxfam France est une association loi de 1901. C'est la section française d'Oxfam International ("Oxford committee for famine relief"), une organisation internationale qui a pour objectif de "mobiliser le pouvoir citoyen" contre la pauvreté. Oxfam travaille dans plus de 90 pays afin de trouver des solutions durables pour mettre fin aux injustices qui engendrent la pauvreté.

## Histoire

### Agir ici
En 1988 est fondée l'association « Agir ici pour un monde solidaire », abrégée en « Agir ici ». Elle souhaite « promouvoir des relations Nord-Sud plus éthiques, plus justes, pour agir durablement contre les inégalités mondiales et la pauvreté ». Elle développe pour cela le concept de "mobilisation citoyenne" à travers L'appel d'"Agir ici pour un monde solidaire ", qui comptait environ 10 000 membres en 1998,.
Les principaux thèmes explorés par l'association sont l’annulation de la dette des pays du Sud, l’accès à la terre et le commerce des armes. Dans ce dernier domaine, sa première demande est en 1991 le contrôle parlementaire sur le commerce des armes, demandant le contrôle a priori de leurs exportations. En 1994, elle s'engage aux côtés de Handicap International pour l'interdiction des mines antipersonnel. En 1995, les sociétés Ruggieri et Lacroix, qui produisent ces armes, intentent un procès contre l'association, qu'elles perdent. Au début des années 2000, "Agir ici" milite avec d'autres ONG pour le contrôle des armes légères, mobilisation qui aboutit au premier traité international pour réguler le commerce des armes.
En 1998, elle est membre fondateur de l'association Association pour la taxation des transactions financières et pour l'action citoyenne (Attac).

### Oxfam France
À partir de 2003, "Agir ici" devient membre observateur d'Oxfam International. Elle rejoint la confédération internationale Oxfam en 2006 et change alors de nom pour Oxfam France.
Dans l'entre-deux-tours de l'élection présidentielle de 2017 qui oppose Marine Le Pen et Emmanuel Macron, Oxfam France appelle implicitement dans une tribune avec soixante autres associations à faire barrage à la candidate FN.
En décembre 2018, Manon Aubry, porte-parole de Oxfam France jusqu'à cette date, est désignée comme tête de liste La France insoumise aux élections européennes de 2019. Elle rejoint LFI à cette occasion.
En novembre 2019, l'ONG publie en collaboration avec Les Amis de la Terre - France un rapport indiquant que les principales banques françaises, à savoir qu'en « en 2018, les émissions de gaz à effet de serre issues des activités de financement des quatre principales banques françaises – BNP Paribas, Crédit agricole, Société générale et BPCE – dans le secteur des énergies fossiles ont atteint plus de 2 milliards de tonnes équivalent CO2, soit 4,5 fois les émissions de la France ».

## Directions

### Directions générales
- Luc Lamprière : jusqu'en 2015,
- Claire Fehrenbach : 2015 - 2018,
- Cécile Duflot : depuis 2018[10],[11],[12].